# Amerikaanse negenspriet
De Amerikaanse negenspriet (Brachymyrmex cordemoyi) is een mierensoort uit de onderfamilie van de schubmieren (Formicinae). De wetenschappelijke naam van de soort is voor het eerst geldig gepubliceerd in 1895 door Forel.